# Liste der Baudenkmäler in Stadtsteinach
Auf dieser Seite sind die Baudenkmäler in der oberfränkischen Stadt Stadtsteinach zusammengestellt. Diese Tabelle ist eine Teilliste der Liste der Baudenkmäler in Bayern. Grundlage ist die Bayerische Denkmalliste, die auf Basis des Bayerischen Denkmalschutzgesetzes vom 1. Oktober 1973 erstmals erstellt wurde und seither durch das Bayerische Landesamt für Denkmalpflege geführt wird. Die folgenden Angaben ersetzen nicht die rechtsverbindliche Auskunft der Denkmalschutzbehörde.
 Diese Liste gibt den Fortschreibungsstand vom 2. Oktober 2014 wieder und enthält 77 Baudenkmäler.

## Ensembles

### Ensemble Altstadt Stadtsteinach

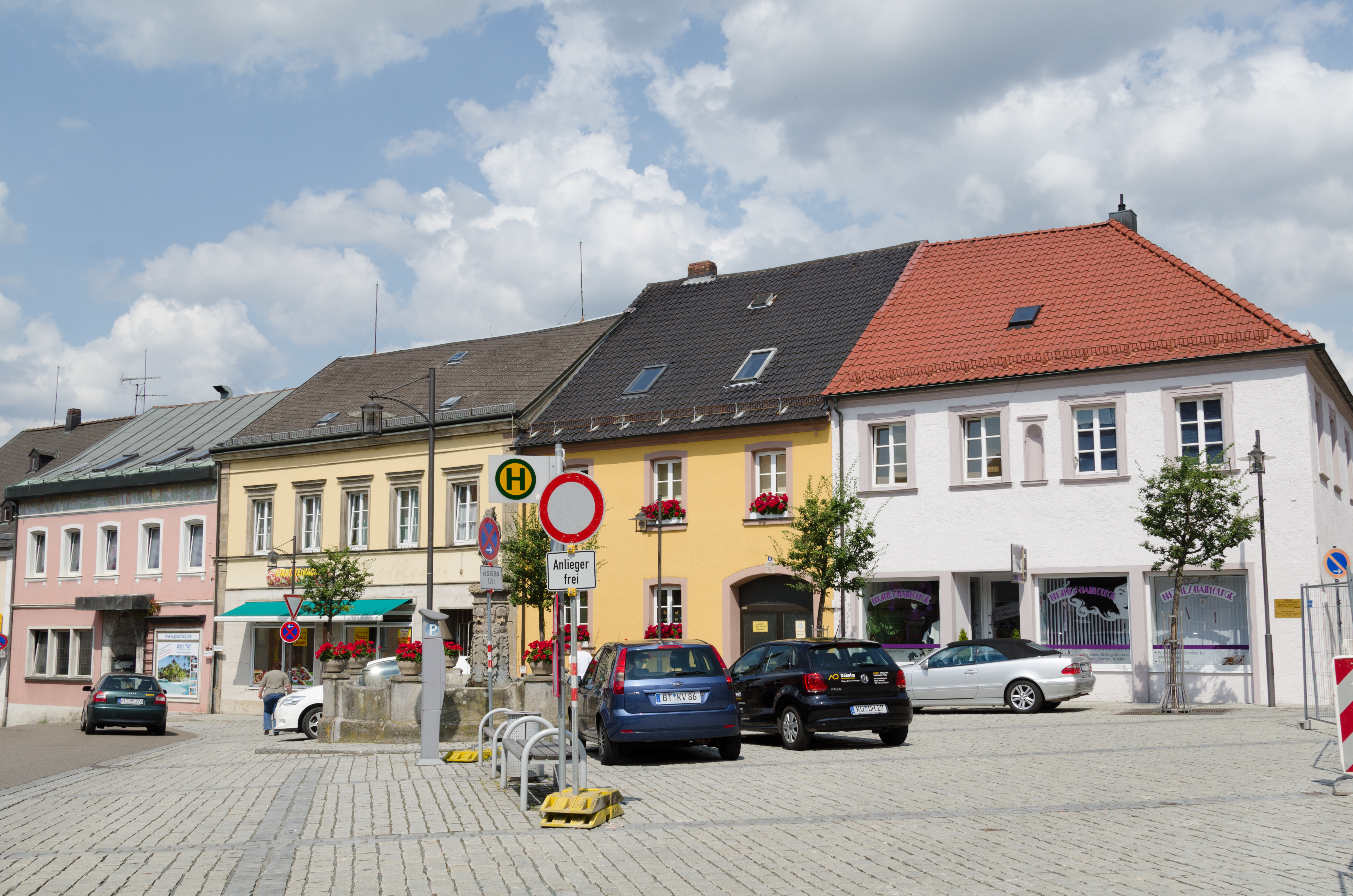
Ostseite des Marktplatzes

Stadtsteinach (Lage) wurde als Wirtschaftszentrum des Frankenwald-Rodungsgebietes im 11./12. Jahrhundert auf einer Erhebung am Zusammenfluss von Steinach und Zaubach gegründet. Spätestens Anfang des 14. Jahrhunderts wurde die Siedlung als bambergischer Amtssitz zur Stadt erhoben und befestigt. Der Altort besitzt bis heute innerhalb der Stadtmauer drei Schwerpunkte: Den Marktplatz in der Mitte, der Kirchenumgriff im Süden und das Amtsschloss im Norden. Die Hauptstraße und die Kulmbacher Straße führen auf den erhöht gelegenen, nahezu quadratischen Marktplatz. Dieser ist von meist traufständigen Wohn- und Geschäftshäusern umstanden. In der Nähe der neubarocken Pfarrkirche, die, obwohl abseits positioniert, mit ihrem Turm stark in den Marktplatz einwirkt, sind das Pfarrhaus mit Pfarrgarten, das Benefiziatenhaus und das Schulhaus angeordnet. Im Bereich der ehemaligen Fronveste des 16. Jahrhunderts, von der sich Teile erhalten haben, befinden sich das Kastenamt und das Amtsgericht des 18. Jahrhunderts sowie das dazugehörige Amtsgefängnis der Gründerzeit. Der Marktplatz und die platzartig aufgeweitete Straßeneinmündung vor dem Amtsschloss werden durch Brunnen des 18. Jahrhunderts zusätzlich als städtebauliche Schwerpunkte aufgewertet. Aktennummer: E-4-77-156-1.

## Stadtbefestigung
Von der ehemaligen Stadtmauer aus Brockenquaderwerk sind Fragmente vorhanden. Bei Kulmbacher Straße 3 ist ein Rundturm mit sandsteingerahmten Schlüsselscharten, im Kern 13./14. Jahrhundert erhalten. nordwestlich schließt daran ein Zwingerbereich mit innerer und äußerer Mauer an. Nördlich davon ist noch ein längerer Mauerabschnitt bei Forstamtsstraße 4 erhalten. Bei Kirchplatz 2 ist ein ausgebauter Rundturm vorhanden. Aktennummer: D-4-77-156-1.

## Baudenkmäler nach Gemeindeteilen

### Stadtsteinach
| Lage | Objekt                                                    | Beschreibung | Akten-Nr.     | Bild                                                 |
| --- | --------------------------------------------------------- | --- | ------------- | ---------------------------------------------------- |
| Alte Pressecker Straße 12 (Standort) | Evangelisch-lutherische Filialkirche                      | Neugotischer Bau, 1903–07 von Josef Dölger | D-4-77-156-2  | BW                                                   |
| An der Zaubach 4 (Standort) | Wohnstallhaus                                             | Giebelständiger eingeschossiger Halbwalmdachbau, bezeichnet „1828“ | D-4-77-156-3  | BW                                                   |
| Bahnhofsstraße, bei Nr. 26 (Standort) | Marter                                                    | Sandsteinsäule, 1764 | D-4-77-156-57 | BW                                                   |
| Dammweg 3 (Standort) | Wohnhaus                                                  | Zweigeschossiger Walmdachbau, Sandsteinrahmungen, bezeichnet „1765“ | D-4-77-156-4  | BW                                                   |
| Dammweg 5, Nähe Mühlbach (Standort) | Partheimühle                                              | Zweigeschossiger Walmdachbau, Sandsteinrahmungen, zweites Drittel 18. Jahrhundert                                                                                                   | D-4-77-156-5  | BW                                                   |
| Dammweg 10 (Standort) | Wegkapelle                                                | Putzbau mit Zeltdach, bezeichnet „1775“; mit Ausstattung; zugehörig zu Nr. 5 | D-4-77-156-6  | BW                                                   |
| Forstamtstraße 1 (Standort) | Wohnhaus                                                  | Zweigeschossiger Traufseitbau mit Mansarddach, bezeichnet „1787“; vergleiche Ensemble Marktplatz                                                                                    | D-4-77-156-7  | Wohnhaus                                             |
| Forstamtstraße 2 (Standort) | Wohnhaus                                                  | Zweigeschossiger Traufseitbau mit Mansarddach, Sandsteingliederung, um 1800; vergleiche Ensemble Marktplatz                                                                         | D-4-77-156-8  | BW                                                   |
| Forstamtstraße 3 (Standort) | Wohnhaus                                                  | Zweigeschossiger Giebelbau mit Fachwerkgiebel, 17.–18. Jahrhundert | D-4-77-156-9  | BW                                                   |
| Forstamtstraße 3 (Standort) | Torbogen                                                  | | D-4-77-156-9  | BW                                                   |
| Forstamtstraße 4 (Standort) | Forstamt                                                  | Stattlicher dreigeschossiger Halbwalmdachbau mit Sandsteinrahmungen und Eckpilastern, Fachwerkgiebeltrapez, 1916, Kellerteile des Altbaus, 18. Jahrhundert Nebengebäude Einfriedung | D-4-77-156-10 | Forstamt                                             |
| Forstamtstraße 7 (Standort) | Wohnhaus                                                  | Zweigeschossiger Walmdachbau über Hakengrundriss, geohrte Sandsteinrahmungen, wohl 1734                                                                                             | D-4-77-156-11 | BW                                                   |
| Forstamtstraße 8 (Standort) | Wohnhaus                                                  | Zweigeschossiger Satteldachbau, Sandsteinrahmungen, 17. bis 18. Jahrhundert | D-4-77-156-12 | BW                                                   |
| Forstamtstraße 15 (Standort) | Wohnhaus                                                  | Zweigeschossiger Giebelbau, Sandsteinrahmungen, Fachwerkgiebel, 17./18. Jahrhundert                                                                                                 | D-4-77-156-14 | Wohnhaus                                             |
| Friedhofstraße 8 (Standort) | Wohnhaus                                                  | Kleiner zweigeschossiger Satteldachbau, 18. Jahrhundert Hausfigur, 18. Jahrhundert                                                                                                  | D-4-77-156-15 | BW                                                   |
| Friedhofstraße 13 (Standort) | Katholische Friedhofskapelle und Kriegergedächtniskapelle | Putzbau mit Sandsteingliederungen, 1846 Friedhofsmauer, Sandstein, 1846 | D-4-77-156-16 | BW                                                   |
| Hauptstraße 1 (Standort) | Hausfigur                                                 | Immaculata, mittleres 18. Jahrhundert | D-4-77-156-18 | BW                                                   |
| Hauptstraße 2 (Standort) | Wohnhaus                                                  | Zweigeschossiger Traufseitbau, Sandsteinrahmungen, Fachwerkgiebel, 18. Jahrhundert                                                                                                  | D-4-77-156-19 | Wohnhaus                                             |
| Hauptstraße 4 (Standort) | Wohnhaus                                                  | Zweigeschossiger Walmdachbau mit Fachwerkobergeschoss, spätes 18. Jahrhundert | D-4-77-156-20 | Wohnhaus                                             |
| Hauptstraße 5 (Standort) | Wappenrelief                                              | Bezeichnet „1681“ | D-4-77-156-21 | BW                                                   |
| Hauptstraße 7; Hauptstraße 9; Hauptstraße 11; Hauptstraße 13. (Standort) | Ehemaliges Amtshaus, seit 1946 Landratsamt                | Mehrteilige Anlage, straßenseitig langgestreckter zweigeschossiger Walmdachbau mit Sandsteinrahmungen, 1755–65 von Johann Conrad Fink, bezeichnet „1755“                            | D-4-77-156-22 | Ehemaliges Amtshaus, seit 1946 Landratsamt           |
| Hauptstraße 8 (Standort) | Wohnhaus                                                  | Zweigeschossiger Walmdachbau mit Sandsteinrahmungen, bezeichnet „1670“ und „1777“                                                                                                   | D-4-77-156-23 | Wohnhaus                                             |
| Hauptstraße 9 (Standort) | Ehemaliges Amtsgericht                                    | Hoher dreigeschossiger Traufseitbau, im Kern mittleres 16. Jahrhundert | D-4-77-156-24 | BW                                                   |
| Hauptstraße 10; Hauptstraße 12 (Standort) | Bierwirtschaft Melchior Schneider                         | Zweigeschossiger Walmdachbau über Hakengrundriss, bezeichnet „1709“, Umbauten des späten 19. Jahrhunderts                                                                           | D-4-77-156-25 | Bierwirtschaft Melchior Schneider                    |
| Hauptstraße 11 (Standort) | Ehemaliges Amtsgerichtsgefängnis, später Landpolizei      | Dreigeschossiger Satteldachbau, 1886/87, im Kern 16. Jahrhundert, rückwärtig ehemaliger Rundturm, zur Fronfeste gehörig                                                             | D-4-77-156-26 | BW                                                   |
| Hauptstraße 20 (Standort) | Wohnhaus                                                  | Zweigeschossiger Mansardwalmdachbau mit geohrten Sandsteinrahmungen, bezeichnet „1757“                                                                                              | D-4-77-156-27 | Wohnhaus                                             |
| Nähe Hauptstraße (Standort) | Andreasbrunnen                                            | Sandsteinbecken mit Postament, spätes 18. Jahrhundert Sandsteinstatue des Heiligen Andreas, erste Hälfte 18. Jahrhundert                                                            | D-4-77-156-28 | Andreasbrunnen                                       |
| Kellerweg 2 (Standort) | Wohnstallhaus                                             | Eingeschossiger Halbwalmdachbau, bezeichnet „1814“ | D-4-77-156-30 | BW                                                   |
| Kirchplatz 1 (Standort) | Katholische Stadtpfarrkirche St. Michael                  | Neurokoko-Putzbau mit Sandsteingliederung, 1904–05 von Josef Schmitz unter Verwendung älterer Bauteile; mit Ausstattung                                                             | D-4-77-156-31 | weitere Bilder                                       |
| Kirchplatz 2 (Standort) | Pfarrhof                                                  | Zweigeschossiger Walmdachbau mit Sandsteingliederungen, 1721–23, bezeichnet „1721“; mit Ausstattung                                                                                 | D-4-77-156-32 | Pfarrhof                                             |
| Kirchplatz 2 (Standort) | Marter                                                    | Sandsteinsäule, bezeichnet „1746“ | D-4-77-156-58 | Marter                                               |
| Kirchplatz 4 (Standort) | Katholische Marienkapelle                                 | Satteldachbau mit Sandsteinrahmungen, Dachreiter, Apsis wohl 13. Jahrhundert, sonst 1690, bezeichnet „1690“; mit Ausstattung                                                        | D-4-77-156-33 | BW                                                   |
| Kirchplatz 5 (Standort) | Benefiziatenhaus                                          | Zweigeschossiger Walmdachbau, Eckquaderung, Sandsteinrahmungen, um 1840 | D-4-77-156-34 | Benefiziatenhaus                                     |
| Kronacher Straße 2 (Standort) | Ehemaliges Café Hotel Kette                               | Zweigeschossiger Walmdachbau mit Sandsteinrahmungen, bezeichnet „1810“ | D-4-77-156-35 | Ehemaliges Café Hotel Kette                          |
| Kronacher Straße 12 (Standort) | Wohnhaus                                                  | Langgestreckter zweigeschossiger Satteldachbau, im Kern eingeschossiger Bau mit Sandsteingliederung und Zwerchhaus, frühes 19. Jahrhundert Kapelle im Zwerchhaus                    | D-4-77-156-36 | BW                                                   |
| Kulmbacher Straße 1 (Standort) | Ehemaliges Rathaus                                        | Zweigeschossiger Traufseitbau mit Mansarddach, Sandsteinrahmungen, Dachreiter, nach 1821; vergleiche Ensemble Marktplatz                                                            | D-4-77-156-38 | Ehemaliges Rathaus                                   |
| Kulmbacher Straße 3 (Standort) | Ehemaliges Gasthaus Zum Löwen                             | Zweigeschossiger Mansardwalmdachbau mit gegliederter Sandsteinquaderfassade, bezeichnet „1801“                                                                                      | D-4-77-156-39 | Ehemaliges Gasthaus Zum Löwen                        |
| Kulmbacher Straße 9 (Standort) | Wohnhaus                                                  | Zweigeschossiger Satteldachbau mit Fachwerkgiebel, erste Hälfte 19. Jahrhundert | D-4-77-156-40 | Wohnhaus                                             |
| Kulmbacher Straße 11 (Standort) | Ehemaliges Wohnhaus, jetzt Heimatmuseum                   | Zweigeschossiger Walmdachbau mit Fachwerkobergeschoss, 19. Jahrhundert | D-4-77-156-41 | Ehemaliges Wohnhaus, jetzt Heimatmuseum              |
| Kulmbacher Straße (Standort) | Steinachbrücke                                            | Dreijochige Bogenbrücke über die Untere Steinach, Sandsteinquaderbau, 1833 | D-4-77-156-56 | BW                                                   |
| Marktplatz 1 (Standort) | Ehemaliges Badhaus                                        | Nach Brand 1864 wieder instand gesetzt, zweigeschossiger Traufseitbau mit Sandsteinrahmungen der Fenster spätes 18. Jahrhundert, bezeichnet „1867“                                  | D-4-77-156-42 | Ehemaliges Badhaus                                   |
| Marktplatz 5 (Standort) | Wohnhaus                                                  | Stattlicher zweigeschossiger Mansardwalmdachbau, Sandsteinrahmungen, spätes 18. Jahrhundert, im Kern älter                                                                          | D-4-77-156-43 | Wohnhaus                                             |
| Marktplatz 7 (Standort) | Wohnhaus                                                  | Zweigeschossiger Giebelbau mit Sandsteinrahmungen, bezeichnet „1807“ | D-4-77-156-44 | Wohnhaus                                             |
| Marktplatz 8 (Standort) | Rathaus, wohl ehemaliges Stadtschreiberhaus               | Zweigeschossiger Walmdachbau mit Sandsteinrahmungen, erste Hälfte 18. Jahrhundert; Neubau 1969 unter Erhaltung alter Bauteile                                                       | D-4-77-156-45 | Rathaus, wohl ehemaliges Stadtschreiberhaus          |
| Marktplatz 9 (Standort) | Wohnhaus                                                  | Zweigeschossiger Traufseitbau mit Mansarddach, um 1800 | D-4-77-156-46 | Wohnhaus                                             |
| Marktplatz 10 (Standort) | Wohnhaus                                                  | Zweigeschossiger Traufseitbau, Sandsteinrahmungen, Mansarddach, um 1800 | D-4-77-156-47 | Wohnhaus                                             |
| Marktplatz 11 (Standort) | Wohnhaus                                                  | Zweigeschossiger Traufseitbau mit Mansarddach, Sandsteinrahmungen, bezeichnet „1799“                                                                                                | D-4-77-156-48 | Wohnhaus                                             |
| Marktplatz 12 (Standort) | Gasthof Zum goldenen Hirschen                             | Zweigeschossiger Sandsteinquaderbau mit traufseitigem Mansarddach, bezeichnet „1798“ Zugehöriger Ausleger, Schmiedeeisen                                                            | D-4-77-156-49 | Gasthof Zum goldenen Hirschen                        |
| Marktplatz 12; Marktplatz 14 (Standort) | Doppelwohnhaus                                            | Zweigeschossiger Traufseitbau mit Mansarddach, um 1800 | D-4-77-156-50 | Doppelwohnhaus                                       |
| Marktplatz 16; Marktplatz 17 (Standort) | Ehemaliges Gasthaus zum Weissen Ross, später Postamt      | Zweigeschossiger Walmdachbau über Hakengrundriss, geohrte Sandsteinrahmungen, bezeichnet „1737“                                                                                     | D-4-77-156-52 | Ehemaliges Gasthaus zum Weissen Ross, später Postamt |
| Marktplatz (Standort) | Marktbrunnen                                              | Sandsteinbecken mit Sandsteinstatue des Heiligen Christophorus, 18. Jahrhundert Mit Brunnenstein, Sandstein, 1713                                                                   | D-4-77-156-53 | Marktbrunnen                                         |
| Spitalgasse, Einmündung Gumpersdorfer Weg (Standort) | Marter                                                    | Sandsteinsäule, 1603 | D-4-77-156-59 | BW                                                   |
| Spitalgasse, vor Nr. 14 (Standort) | Marter                                                    | Sandsteinsäule, Anfang 18. Jahrhundert | D-4-77-156-60 | BW                                                   |
| Staffel 2 (Standort) | Ehemaliges Schulhaus                                      | Zweigeschossiger Walmdachbau mit Sandsteingliederung, 1821/22, bezeichnet „1821“; vergleiche Ensemble Marktplatz                                                                    | D-4-77-156-55 | Ehemaliges Schulhaus                                 |
| Au, an der Straße nach Untersteinach bei der „Kleinen Brücke“ (Standort) | Marter                                                    | Sandsteinsäule, 1760/65 | D-4-77-156-61 | BW                                                   |
| Waldleite, ca. 20 m westlich der alten Straße nach Presseck (Standort) | Kreuzstein                                                | Sandstein, bezeichnet „1511“ | D-4-77-156-62 | BW                                                   |
| Staatsforstabteilung Römergründlein () | Marter                                                    | Sandsteinsäule, 1705; nicht nachqualifiziert, im Bayerischen Denkmal-Atlas nicht kartiert                                                                                           | D-4-77-156-63 |                                                      |
| Straße Vorderreuth – Forkel (Standort) | Feldkapelle                                               | Bezeichnet „1891“ | D-4-77-156-64 | Feldkapelle                                          |
| Altenberg; Altes Schloß Nordeck; Hohelaß; Kühberg; Tiefenbach; Torkel; Vorderer Pechgraben, Stadtsteinacher Forst, etwa zwei Kilometer nordnordöstlich der Stadt (Standort) | Burgruine Nordeck                                         | Brocken- und Kleinquadermauerwerkreste einer Burganlage des 14./15. Jahrhunderts | D-4-77-156-65 | weitere Bilder                                       |

### Deckenreuth
| Lage                                                                        | Objekt | Beschreibung                              | Akten-Nr.     | Bild |
| --------------------------------------------------------------------------- | ------ | ----------------------------------------- | ------------- | ---- |
| Gartenäcker, etwa 250 m ostsüdöstlich des Ortes an einem Feldweg (Standort) | Marter | Sandsteinsäule, mittleres 18. Jahrhundert | D-4-77-156-66 | BW   |

### Eisenberg
| Lage                                           | Objekt | Beschreibung                                      | Akten-Nr.     | Bild |
| ---------------------------------------------- | ------ | ------------------------------------------------- | ------------- | ---- |
| Kohläcker, am südlichen Ortsausgang (Standort) | Marter | Sandsteinpfeiler, Mitte 18. Jahrhundert           | D-4-77-156-67 | BW   |
| Knock, 300 m südlich des Ortes (Standort)      | Marter | Sandsteinsockel mit Engelsköpfen, 18. Jahrhundert | D-4-77-156-68 | BW   |

### Hammermühle
| Lage                                      | Objekt      | Beschreibung | Akten-Nr.     | Bild |
| ----------------------------------------- | ----------- | --- | ------------- | ---- |
| Hammermühle 1, an der Steinach (Standort) | Hammermühle | Schneid- und Mahlmühle, zweigeschossiger Walmdachbau mit Mühlenwappen bezeichnet 1819, eisernes Wasserrad, Holzmahlgang in Anbau; mit technischer Ausstattung | D-4-77-156-69 | BW   |
| Hammermühle 1, an der Steinach (Standort) | Hammermühle | Nebengebäude | D-4-77-156-69 | BW   |

### Hochofen
| Lage                  | Objekt                                                   | Beschreibung | Akten-Nr.     | Bild           |
| --------------------- | -------------------------------------------------------- | --- | ------------- | -------------- |
| Hochofen (Standort)   | Sogenannte Schneidemühle, Sägemühle, frühere Pulvermühle | Eingeschossiger Satteldachbau mit hohem Kellergeschoss, auf hakenförmigem Grundriss, wohl Mitte 18. Jahrhundert; technische Ausstattung um 1900                                                                                     | D-4-77-156-54 | weitere Bilder |
| Hochofen 1 (Standort) | Ehemaliges Amtshaus                                      | Dreigeschossiger Walmdachbau mit Sandsteingliederung, bezeichnet „1816“, über älterem Kern Scheune der ehemaligen Hochofenanlage, eingeschossiger Satteldachbau, zum Teil in Bruchsteinmauerwerk, mit gewölbten Stallungen, um 1800 | D-4-77-156-29 | BW             |

### Oberzaubach
| Lage                                    | Objekt | Beschreibung         | Akten-Nr.     | Bild |
| --------------------------------------- | ------ | -------------------- | ------------- | ---- |
| In Oberzaubach, bei Nr. 3 (Standort)    | Marter | Sandsteinsäule, 1749 | D-4-77-156-71 | BW   |
| Oberzaubach 5; Oberzaubach 6 (Standort) | Marter | Sandsteinsäule, 1728 | D-4-77-156-70 | BW   |

### Schwand
| Lage                 | Objekt             | Beschreibung                                                                               | Akten-Nr.     | Bild               |
| -------------------- | ------------------ | ------------------------------------------------------------------------------------------ | ------------- | ------------------ |
| Schwand 9 (Standort) | Gasthaus Zur Sonne | Zweigeschossiger Walmdachbau mit Sandsteinrahmung und Eckquaderung, frühes 19. Jahrhundert | D-4-77-156-72 | Gasthaus Zur Sonne |

### Unterzaubach
| Lage                                                                                | Objekt        | Beschreibung                                     | Akten-Nr.     | Bild |
| ----------------------------------------------------------------------------------- | ------------- | ------------------------------------------------ | ------------- | ---- |
| Unterzaubach 1; Unterzaubach 1a (Standort)                                          | Marter        | Sandsteinsäule, 1740                             | D-4-77-156-75 | BW   |
| Unterzaubach 7 (Standort)                                                           | Wohnstallhaus | Eingeschossiger Satteldachbau, bezeichnet „1844“ | D-4-77-156-73 | BW   |
| Schönleinbach, Mündung des Schindelbachs in die Zaubach, Nähe Bachstraße (Standort) | Marter        | Sandsteinsäule, um 1750                          | D-4-77-156-78 | BW   |

### Vogtendorf
| Lage | Objekt | Beschreibung                          | Akten-Nr.     | Bild |
| --- | ------ | ------------------------------------- | ------------- | ---- |
| In Vogtendorf, am Dorfweiher (Standort)                                                                                               | Marter | Sandsteinsäule, Mitte 18. Jahrhundert | D-4-77-156-79 | BW   |
| In Vogtendorf, circa 1 km nordnordwestlich des Ortes am alten Wallfahrerweg Stadtsteinach – Tannenwirtshaus – Marienweiher (Standort) | Marter | Sandsteinsäule, Mitte 18. Jahrhundert | D-4-77-156-80 | BW   |

### Vorderreuth
| Lage                                        | Objekt | Beschreibung                    | Akten-Nr.     | Bild   |
| ------------------------------------------- | ------ | ------------------------------- | ------------- | ------ |
| Seuft, am nördlichen Ortsausgang (Standort) | Marter | Sandsteinsäule, wohl um 1760/70 | D-4-77-156-81 | Marter |